# Printemps de Kyoustendil
 (juin 2022).
Si vous disposez d'ouvrages ou d'articles de référence ou si vous connaissez des sites web de qualité traitant du thème abordé ici, merci de compléter l'article en donnant les références utiles à sa vérifiabilité et en les liant à la section « Notes et références ».
La fête du « printemps de Kyoustendil » est importante pour la ville de Kyoustendil, dans l'extrême ouest de la Bulgarie.
Elle est organisée par la municipalité de Kyoustendil avec un riche programme artistique et la participation des ensembles et interprètes les plus populaires. C'est le premier concours apparu en Bulgarie pour désigner la plus belle jeune fille[réf. nécessaire].
Le festival du printemps de Kyoustendil est un patrimoine culturel modernisé et une recréation de l'ancienne tradition locale en tant que combinaison héréditaire des pratiques cultuelles des Thraces et des Romains et de leur vénération des divinités solaires et des guérisseurs Asclépios, Hygie, Télesphore, Apollon et Dionysos. Complété par la sémantique chrétienne du Moyen Âge, avec des interprétations de la légende des Saints Quarante Martyrs et leur consécration consacrée sur la colline située au-dessus de Hissarlik.
En 1966, le début de la tradition de choisir une jeune fille, accompagnée de deux finalistes, désignée comme « printemps de Kyoustendil ». Elles symbolisent, outre le printemps et la jeunesse, le nouvel espoir de fertilité, à l'instar des trois Charites, déesses de la fertilité, issues des anciennes tablettes votives trouvées sous Hissarlik.
Chaque année, le 21 mars, les habitants de Kyoustendil se saluent avec la salutation locale typique : « Joyeux printemps ! ». Chacun va ensuite rejoindre des parents ou des amis autour d'une table de banquet, tout d'abord dans les prairies d'Hissarlik, puis à la maison.